# 안드로스테네디온
안드로스테네디온(androstenedione), 4-안드로스테네디온(4-androstenedione, 줄여서 A4 또는 Δ4-dione, androst-4-ene-3,17-dione)은 에스트론의, 그리고 디히드로에피안드로스테론의 테스토스테론의 생합성에서 내생의 약한 안드로겐 스테로이드 호르몬이자 중간체이다. 안드로스텐다이온이라고도 한다. 안드로스텐디올(androst-5-ene-3β,17β-diol)과 밀접한 관련이 있다.

## 생물학적 기능
안드로스테네디온은 체내에서 테스토스테론 및 다른 안드로겐의 전구체이자, 에스트론과 같은 에스트로겐의 전구체이다. 내생 프로호르몬의 기능 외에도 안드로스테네디온은 스스로 약한 안드로겐 활동도 한다.
안드로스테네디온은 일부 에스트로겐 활동을 하는 것으로 발견되고 있으며 이는 다른 DHEA 대사물질들과 비슷하다. 그러나 안드로스테네디올과 달리 에스트로겐 수용체의 친화력은 매우 낮은 편이며, 이는 ERα와 ERβ의 에스트라디올의 친화력의 0.01%도 채 되지 않는다.

## 생화학

### 생합성
안드로스테네디온은 안드로겐과 에스트로겐 성 호르몬의 공통 전구체이다.

스테로이드 합성. 안드로스테네디온이 가운데에 있다.

### 수치
수치는 보통 여성의 경우 30–200 ng/dL (1.0–7.0 nmol/L), 남성의 경우 40–150 ng/dL (1.4–5.2 nmol/L)이다.